# Nuoto sincronizzato ai campionati europei di nuoto 2018 - Squadre (programma tecnico)
La competizione di nuoto sincronizzato a squadre - Programma tecnico dei Campionati europei di nuoto 2018 si è svolta nel pomeriggio del 6 agosto 2018 presso lo Scotstoun Sports Campus di Glasgow. Si sono contese il podio in totale 11 squadre.

## Medaglie
| Posizione | Atlete | Paese   |
| --------- | --- | ------- |
| Oro       | Anastasija Archipovskaja Anastasija Bajandina Dar'ja Bajandina Marina Goliadkina Michaėla Kalanča Veronika Kalinina Polina Komar Mariia Shurochkina Darina Valitova*                       | Russia  |
| Argento   | Maryna Aleksiiva Vladyslava Aleksiiva Oleksandra Kashuba Oleksandra Kovalenko Yana Nariezhna Anastasiya Savchuk Alina Shynkarenko Yelyzaveta Yakhno Valeriia Aprielieva* Veronika Hryshko* | Ucraina |
| Bronzo    | Italia Beatrice Callegari Domiziana Cavanna Linda Cerruti Francesca Deidda Costanza Di Camillo Costanza Ferro Gemma Galli Enrica Piccoli Alessia Pezone* Federica Sala*                    | Italia  |

* Riserva

## Risultati
| Pos. | Nazione       | Punti   |
| ---- | ------------- | ------- |
|      | Russia        | 94.6000 |
|      | Ucraina       | 90.7439 |
|      | Italia        | 90.3553 |
| 4    | Spagna        | 89.8716 |
| 5    | Grecia        | 85.9359 |
| 6    | Francia       | 85.1023 |
| 7    | Bielorussia   | 83.7633 |
| 8    | Israele       | 81.1266 |
| 9    | Gran Bretagna | 78.0072 |
| 10   | Austria       | 77.2775 |
| 11   | Turchia       | 75.2998 |
| DNS  | Portogallo    |         |